# Mauro Tumminelli
Mauro Tumminelli (Caltanissetta, 27 settembre 1778 – Palermo, 3 dicembre 1852) è stato un giudice e politico italiano.
Fu l'artefice dell'istituzione della provincia di Caltanissetta all'interno del Regno delle Due Sicilie, e della contestuale elevazione della città di Caltanissetta a capoluogo (o capovalle).

## Biografia
Si laureò in diritto (giurisprudenza) a 19 anni. Fu eletto rappresentante della città al Parlamento siciliano (dopo la Costituzione del 1812), dove propugnò la suddivisione della Sicilia in sette Valli minori, tra le quali quella di Caltanissetta. 
Nel 1814 aveva propugnato un progetto di legge sulla costituzione di un giurì sul modello inglese.
La designazione di Caltanissetta come capovalle avvenne ufficialmente con il decreto legge del 16 aprile 1819 da parte del governo del Regno delle Due Sicilie,. che nel frattempo era subentrato al Regno di Sicilia.
Nello stesso anno, Mauro Tumminelli venne nominato dal re Ferdinado I, con Decreto del 17 luglio, giudice della Gran Corte Criminale e gli fu anche affidata la presidenza del tribunale della nuova capovalle.
Nel 1825 fu promosso giudice di Gran Corte Civile con il mandato di procuratore generale presso la Gran Corte Criminale di Girgenti, nel 1828 entrò a far parte della Gran Corte di Palermo e nel 1834 della Corte Suprema di Giustizia, nel 1836 divenne avvocato generale della Gran Corte dei Conti.
Presiedette il consiglio provinciale di Caltanissetta negli anni 1823, 1824, 1825 e 1851.
Morì il 3 dicembre del 1852 a Palermo mentre rivestiva la carica di presidente della Gran Corte dei Conti. Egli è oggi sepolto nel cimitero dei Rotoli dove il figlio maggiore Ignazio fece realizzare nel 1892 un monumento il cui busto è opera dello scultore Pasquale Civiletti.

### Busto

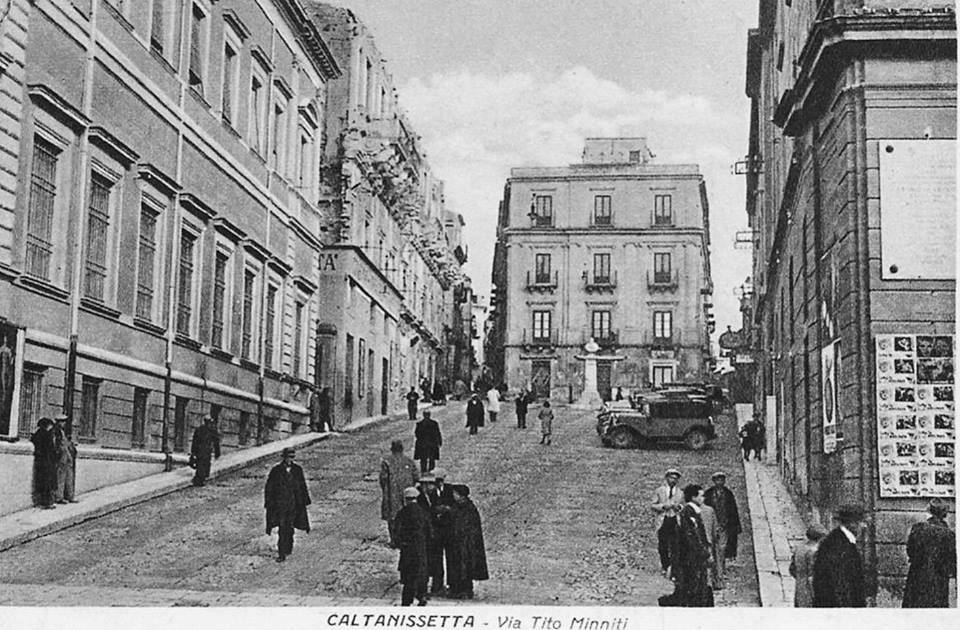
Cartolina d'epoca di Via Matteotti, già via Minniti e prima Salita Tribunali, sullo sfondo il busto dedicato a Mauro Tumminelli, a sinistra la vecchia Banca d'Italia.

Nel 130º anniversario della nascita, il 27 settembre 1908, venne inaugurato da parte del comune di Caltanissetta il mezzobusto a lui dedicato, nel quale è raffigurato mentre regge con la mano il mantello. Il busto è attribuito da alcuni allo scultore nisseno Salvatore Lo Verme, da altri allo scultore nisseno Francesco Asaro.
Il busto venne inizialmente posto al centro dell'allora Salita Tribunali (oggi via Matteotti), accanto al Palazzo Moncada-Baufremont che fu sede del Tribunale della città, del quale il Tumminelli ne aveva caldeggiato l’istituzione e del quale ne era stato il Presidente. Lo stesso busto fu poi spostato nella villa comunale Amedeo, per poi essere riportato nella collocazione originaria di via Matteotti, dove si trova tuttora, sebbene in una posizione differente a seguito dei lavori di ripristino dell'ex rifugio antiaereo.